# ماهی هوکی
ماهی هوکی یا دم‌شلاقی نیوزلند در نیوزلند و جنوب استرالیا در اعماق ۱۰تا۱۰۰۰ متری زندگی می‌کند. درازای آن ۶۰ تا ۱۲۰ سانتی‌متر است. نام علمی آن Macruronus novaezelandiae است. این ماهی جزء تیره قلاب‌دهانان محسوب می‌شود.
این ماهی بدنی مخروطی و چشمانی بزرگ دارد. یک بالهٔ سرتاسری در پشت این جانور وجود دارد. گوشتخوار و دارای دهانی بزرگ با دندانهایی تیز است. رنگ بدنش سبز کم‌رنگ تا آبی، شکم آن نقره‌ای و باله‌هایش تیره است. این ماهی یکی از اهداف مهم اقتصادی صنعت ماهیگیری در نیوزلند است. گوشت آن خوراکی است و طعمی ملایم دارد. این ماهی بعنوان اصلی‌ترین خرید شرکت مک دونالد برای تهیه ساندویچ فیله ماهی است. در ایران به اشتباه آنرا شوریده اقیانوسی می‌نامند، در صورتی که شوریده از راسته سوف‌ماهی‌سانان است.